# Pio Tikoduadua
Pio Tikoduadua, né le 12 septembre 1966 à Namalata dans la province de Tailevu, est un militaire puis homme politique fidjien.

## Biographie
Il grandit dans une communauté rurale autochtone de l'île de Viti Levu, et est élevé et éduqué dans la foi catholique. Il fait carrière dans les forces armées fidjiennes, atteignant le grade de lieutenant-colonel. Il est officier d'état major pour le commandant Frank Bainimarama, alors chef des forces armées, de 1999 à 2002. Après le coup d'état militaire mené par Bainimarama, qui prend la direction du gouvernement en 2006, le lieutenant-colonel Tikoduadua devient son secrétaire permanent au bureau du Premier ministre.
Lorsque le gouvernement restaure la démocratie et permet la tenue d'élections législatives en septembre 2014, il se présente sous les couleurs du parti Fidji d'abord, le parti du gouvernement. Il est élu au Parlement, et nommé ministre des Infrastructures et des Transports dans le gouvernement Bainimarama. Il est conjointement « chef du Gouvernement au Parlement », c'est-à-dire ministre chargé de la gestion du programme législatif du gouvernement. Il démissionne à la fois du gouvernement et de sa fonction de député en mai 2015, étant atteint d'un cancer et souhaitant passer du temps avec sa famille,.
En avril 2017 il effectue son retour en politique en devenant membre du Parti de la fédération nationale, un choix qu'il explique en estimant que le gouvernement est trop autoritaire. En juin, succédant à Ro Tupou Draunidalo, il devient président du parti, sous la direction du chef du parti, Biman Prasad.
Aux élections législatives de novembre 2018 il est élu député sous les couleurs du PFN, siégeant donc sur les bancs de l'Opposition au gouvernement de Frank Bainimarama, réélu. Lors de son premier discours au Parlement, il accuse Frank Bainimarama et le procureur général Aiyaz Sayed-Khaiyum de mener en binôme une dictature.
En août 2019, une vidéo diffusée par un média privé hostile au gouvernement montre le Premier ministre saisir un bref instant son costume et le bousculer légèrement. Le Premier ministre admet par la suite l'avoir également insulté, et lui présente, dans l'enceinte du Parlement ses « excuses sans réserve ». Les députés d'Opposition quittent toutefois en bloc la session du jour lorsque le Parlement rejette une motion qui aurait exclu du Parlement le Premier ministre pendant deux ans. Une commission parlementaire ayant demandé à Pio Tikoduadua de présenter à son tour des excuses à Frank Bainimarama pour l'avoir injurié personnellement à l'intérieur du Parlement, et Pio Tikoduadua ayant refusé de présenter ces excuses, c'est lui qui est alors suspendu six mois du Parlement début septembre.
Réélu député aux élections de décembre 2022, il est nommé ministre de l'Intérieur et de l'Immigration et ministre de la Défense, responsable des Forces militaires de la république des Fidji, dans le gouvernement de coalition tripartite formé par le nouveau Premier ministre Sitiveni Rabuka,,. Il cède le ministère de l'Immigration à Viliame Naupoto le 10 janvier 2025, mais conserve ses autres ministères,.